# Przemysław Berent
Przemysław Berent (ur. 14 września 1962 w Toruniu) – polski polityk, menedżer, senator VI kadencji.

## Życiorys
Ukończył w 1989 studia z zakresu filologii germańskiej na Uniwersytecie im. Adama Mickiewicza w Poznaniu. W 1990 zajął się prowadzeniem działalności gospodarczej w branży informacji gospodarczej. Członek Business Centre Club i Stowarzyszenia Menedżerów w Polsce.
Działał w Kongresie Liberalno-Demokratycznym i Unii Wolności, w 2001 przeszedł do Platformy Obywatelskiej. Z jej ramienia w 2005 został wybrany na senatora VI kadencji w okręgu płockim. W przedterminowych wyborach parlamentarnych w 2007 nie ubiegał się o reelekcję. W 2011 został prezesem kontrolowanej przez samorząd miejski spółki CIFAL Płock. Bez powodzenia kandydował w wyborach do Parlamentu Europejskiego w 2014. Był też wiceprezesem lokalnego towarzystwa budownictwa społecznego. W 2023 objął funkcję prezesa Przedsiębiorstwa Gospodarowania Odpadami w Płocku.